# Облога Маунт-Кармел

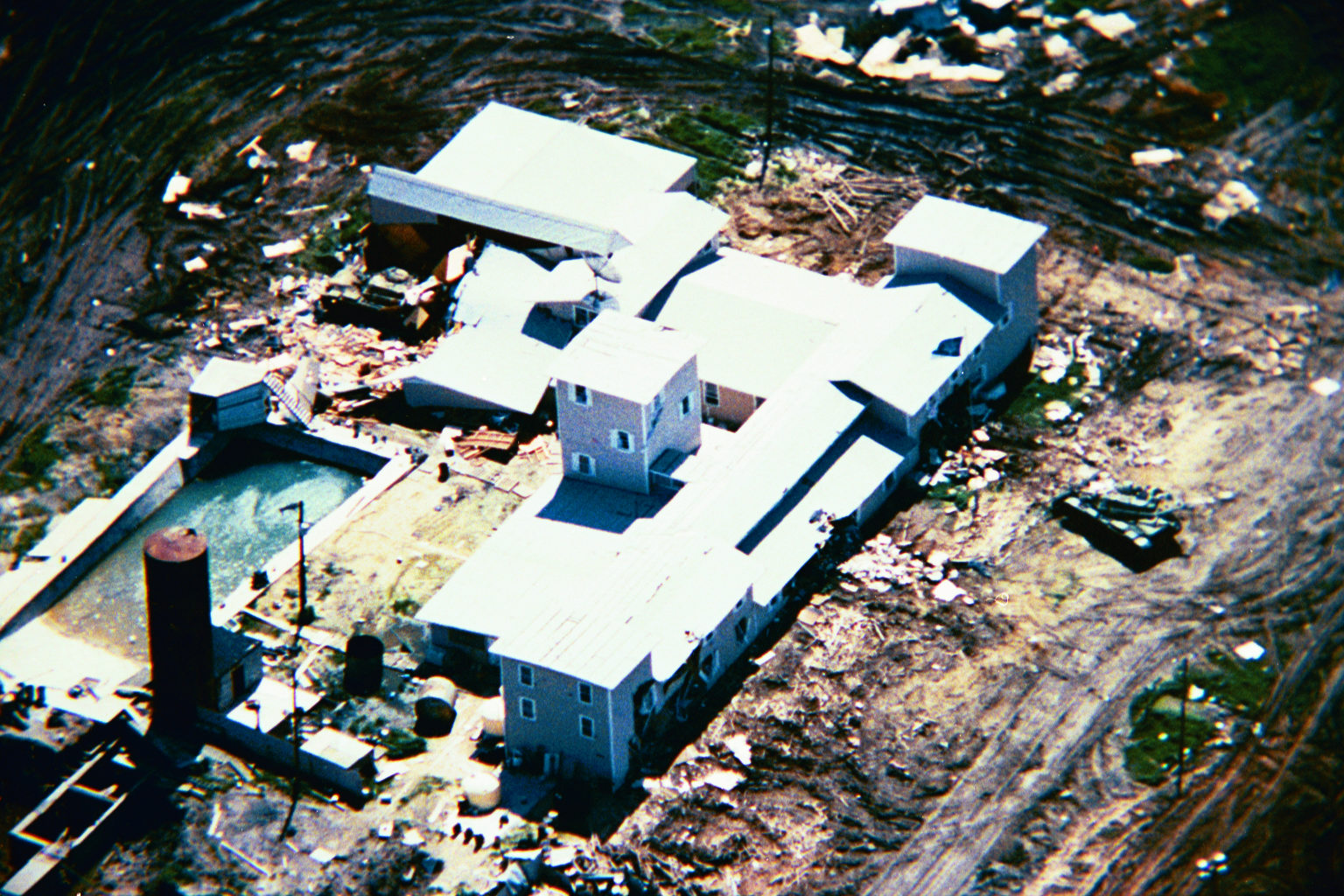
Маєток Маунт-Кармел у Вейко під час штурму підрозділами ФБР.

Облога Маунт-Кармел (Облога Вейко; англ. Waco Siege) — облога агентами Федерального бюро розслідувань США маєтку Маунт-Кармел у м. Вейко. Облога Маунт-Кармел почалася 28 лютого 1993 року після невдалої спроби провести обшук за підозрою у нелегальному зберіганні зброї і закінчилася пожежею 19 квітня після 50 днів протистояння. Пожежа знищила садибу разом із 76 особами всередині, серед них, із понад 20 дітьми та двома вагітними жінками. Облога у Вейко та її трагічне завершення мало велике значення для активізації парамілітарних угруповань у США і стала однією з причин теракту в Оклахома-сіті.

## Історичні дані
Маєток Маунт-Кармел був осередком релігійної спільноти Гілки Давидової під керівництвом Девіда Кореша. Серед членів секти було багато жінок і дітей. За звинуваченнями у знущанні з дітей, а також за підозрою у нелегальному зберіганні зброї Бюро алкоголю, тютюну та вогнепальної зброї (ATF) зробило спробу провести обшук маєтку 28 лютого 1993 року. Під час протистояння у перестрілці загинули чотири федеральні агенти і п'ятеро членів секти.
Облога маєтку, до якої підключилися інші федеральні служби і ФБР тривала 51 день. Діяльність та тактика федеральних агентів під час облоги у подальшому піддавалася суворій критиці. Унаслідок перемов із членами секти вдалося визволити декілька людей, але всередині залишалося ще багато сектантів, (серед них, зокрема жінки та діти), які відмовлялися виходити і чинили збройний опір.
19 квітня 1993 року федеральні агенти почали штурм маєтку, санкцію на котрий дала тодішній міністр юстиції США Джанет Ріно. Був застосований сльозогінний газ, а потім спеціальні бронетранспортери пробили отвори у стінах будівлі. Застосування газу, однак, не дало бажаного результату: у відповідь на газ сектанти почали відстрілюватися. Через декілька годин після початку штурму дерев'яні стіни маєтку охопило полум'я. Питання хто почав пожежу так і не було остаточно з'ясоване. Лише дев'ятьом особам вдалося врятуватися з пожежі, 76 загинули або у перестрілці або у вогні всередині. Лідер секти Девід Кореш також загинув від вогнепального поранення у голову.

## Значення
Найбільший резонанс викликала загибель 25 дітей та вагітних жінок. Майже відразу ж після трагедії почався пошук винних. Діяльність федеральних сил піддавалась жорсткій критиці, зокрема не тільки щодо невдалого проведення штурму та облоги; їх також звинувачували у ненавмисному підпалі маєтку каністрами сльозогінного газу. Рух ополченців та інші парамілітарні об'єднання США використовував трагічну облогу Маунт-Кармел як доказ всесилля та тиранії уряду. Терорист Тімоті Маквей вважав свій теракт в Оклахома-сіті 1995 року відплатою за трагедію у Вейко.